# It's Alright, It's Ok
"It's Alright, It's Ok" é o primeiro single do segundo álbum de estúdio da cantora norte-americana Ashley Tisdale, o Guilty Pleasure. O single teve seu lançamento digital nos Estados Unidos no dia 14 de abril de 2009, sendo distribuída por todas as rádios do país em 28 de abril do mesmo ano. Ashley estreou o single no programa de rádio On Air with Ryan Seacrest no mesmo dia do lançamento digital.  

## Informações da Música
A música fala sobre o término de uma relação em que ela mostra ser forte e encara com leveza toda a situação, conta com um estilo mais pop-rock, diferente de todas as outras músicas cantadas pela Ashley, marcando uma mudança em sua carreira musical.O single, recebeu criticas positivas, e foi comparado ao estilo das músicas da cantora Kelly Clarkson. É considerado pela Ashley, uma de suas músicas favoritas.

## Vídeoclipe

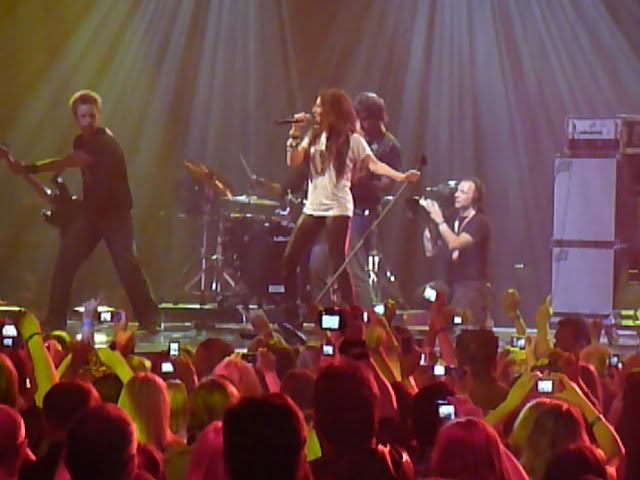
Tisdale singing "It's Alright It's Ok" in Germany.

O clipe, filmado pelo mesmo diretor de seus clipes anteriores e ex- namorado da cantora, Scott Speer, foi filmado no dia 20 de março de 2009 em uma mansão em Beverly Hills.
O vídeo se inicia com o namorado, interpretado por Adam Gregory, ator da série americana 90210, saindo de sua mansão, onde a Ashley encontra uma chave extra e consegue entrar. Durante a canção, ela leva vários 'amantes', interpretados por atores brasileiros e o próprio Scott Speer, para a casa do namorado que a trai, tirando fotos por toda a casa. Depois, ela chama vários amigos para uma festa, e eles destroem grande parte da casa. No final, a Ashley vai á piscina, onde encontra com sua banda e realiza uma performance em um pequeno palco sobre a piscina.
O lançamento do clipe ocorreu no dia 21 de Abril de 2009, através do Myspace e AOL. A MTV americana exibiu um "Behind the Scenes" do clipe antes de seu lançamento, e foi o primeiro canal televisivo a transmití-lo, no dia 28 de Abril. No Brasil o clipe teve várias exibições em canais musicais durante ano, entrando no Top 10 da MTV Brasil e se tornou um dos mais exibidos no Top TVZ, do canal Multishow, ficando duas vezes na primeira posição e permanecendo por 24 semanas no programa, sendo 14 semanas no Top 10.

## Apresentações
Em 17 de maio de 2009, Ashley apresentou a música pela primeira vez no festival KISS Concert em Massachusetts. No mesmo mês Ashley embarcou em sua primeira turnê promocional pelo mundo. Apresentou a música na premiação anual do canal alemão VIVA, "Comet Awards", em 29 de maio de 2009. Em 9 de junho de 2009 se apresentou no TRL Itália, e em 11 de junho de 2009 no programa "Operación Triunfo" na Espanha, também se apresentou no programa de TV alemão "Wetten, dass ..?", em 13 de junho de 2009.
Sua primeira performance na TV americana foi no programa Good Morning America em 16 de junho de 2009, onde ela também apresentou outra faixa do álbum "Masquerade". Na semana de lançamento do Guilty Pleasure, Tisdale divulgou o single em vários programas de TV como o Today Show e o The View. Além disso, gravou versões ao vivo da música para o AOL Sessions e o Walmart Soundckeck. Em 21 de agosto de 2009, ela se apresentou no America's Got Talent. Em 4 de outubro de 2009, ela participou de um episódio do programa "Extreme Makeover: Home Edition", onde também cantou o single. Em 15 de outubro de 2009, se apresentou na premiação Los Premios MTV Latinoamérica 2009.

## Singles e formatos
Digital Single
1. "It's Alright, It's Ok" (Album Version) - 2:59

Maxi CD Single
1. "It's Alright, It's Ok" (Single Version) - 2:59
2. "Guilty Pleasure" (Exclusive Non-Album Track) - 3:16
3. "It's Alright, It's Ok" (Dave Audé Club Mix) - 6:58
4. "It's Alright, It's Ok" (Johnny Vicious Club Mix) - 7:58
5. "It's Alright, It's Ok" (Music Video) - 3:15

- Foi lançado nos Estados Unidos, Canadá, Alemanha e Reino Unido e acompanhava um mini-poster autografado.

2-Track Single
1. "It's Alright, It's Ok" (Single Version) - 2:59
2. "Guilty Pleasure" (Exclusive Non-Album Track) - 3:16

Remixes EP
1. "It's Alright, It's OK" (Dave Audé Radio)—3:57
2. "It's Alright, It's OK" (Johnny Vicious Radio)—3:19
3. "It's Alright, It's OK" (Von Doom Radio)—4:15

Wal-Mart CD single
1. "It's Alright, It's OK" (Album Version)—2:59
2. "It's Alright, It's OK" (Enhanced Music Video)—3:15

## Desempenho
Foi o quarto single de Ashley a entrar na Billboard Hot 100, alcançando a 99ª posição, se tornou seu primeiro Top 20 no "Hot Dance Club Play", e teve um bom desempenho pelo mundo. Entrou no Top 40 na Suécia e no Eurochart Hot 100 Singles, ficou em 5º lugar na Áustria e se tornou o terceiro single da cantora a entrar no Top 20 na Alemanha. No Brasil, o single estreou nas rádios em 11 de Maio de 2009, entrando no "Top 100 Singles & Tracks" na semana de seu lançamento.
| Charts (2009)                     | Posição |
| --------------------------------- | ------- |
| Alemanha Singles Top 100          | 12      |
| Austria Ö3 Top 40                 | 5       |
| Brasil Hot 100 Singles & Tracks   | 15      |
| Canadá Hot 100                    | 74      |
| Eurochart Hot 100 Singles         | 38      |
| Finlândia Singles Top 20          | 20      |
| Taiwan Singles Chart              | 6       |
| México Top 100                    | 31      |
| República Checa Airplay Chart     | 37      |
| Suécia Singles Chart              | 38      |
| Suíça Singles Chart               | 30      |
| Ucrânia (FDR Pop Singles)         | 3       |
| UK Singles Chart                  | 104     |
| EUA Billboard Hot 100             | 99      |
| EUA Billboard Pop 100             | 71      |
| EUA Billboard Hot Dance Club Play | 19      |
| Itália Singles Chart              | 99      |
| Espanha Singles Chart             | 92      |
| Eslovaquia Airplay Chart          | 79      |

### Paradas anuais
| Chart (2009)               | Posição |
| -------------------------- | ------- |
| Alemanha (Top 300 Singles) | 103     |
| Austria (Singles Chart)    | 70      |